# علم اجتماع الأدب

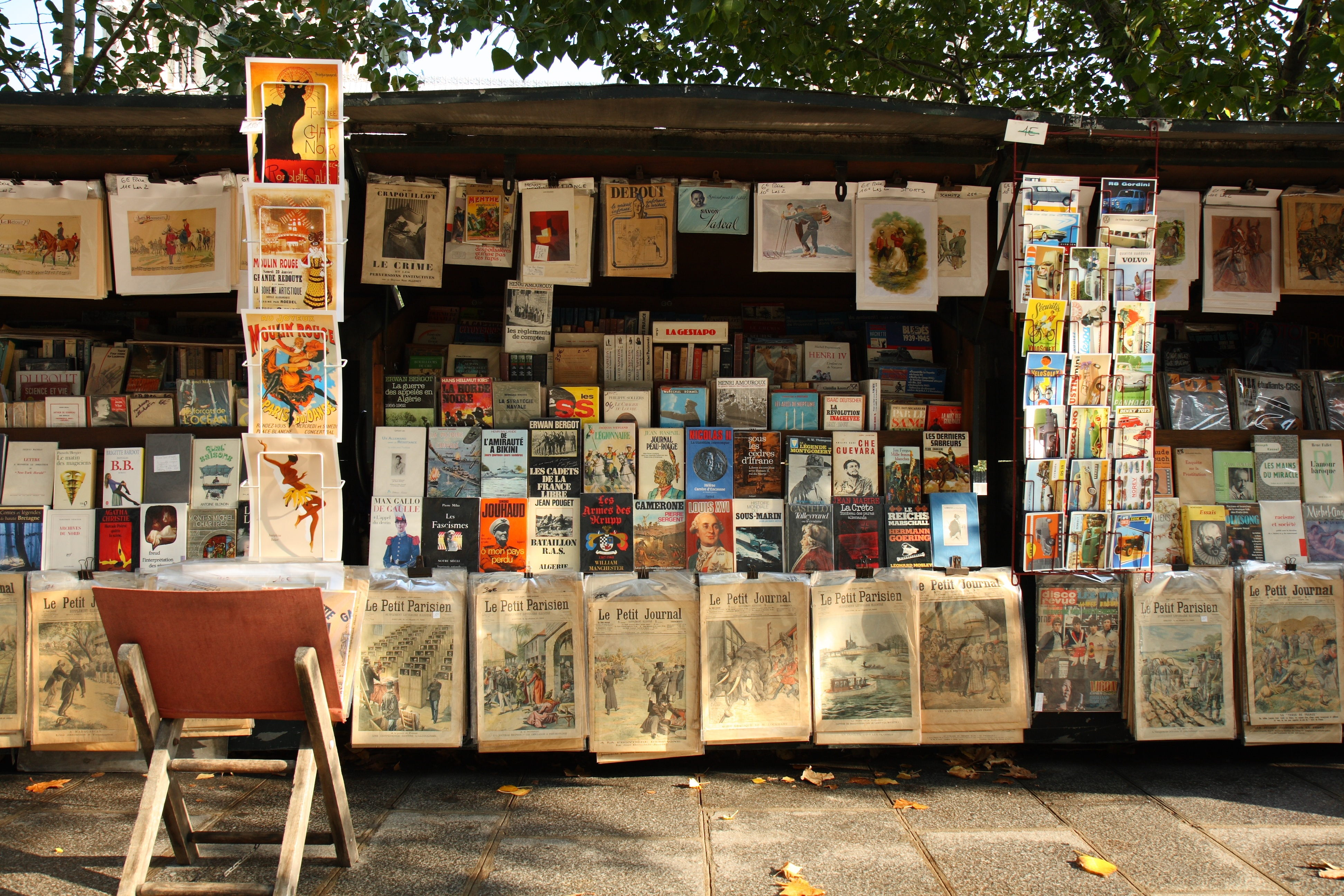
صورة لكتب اجتماعية

علم اجتماع الأدب هو مجالٌ فرعيٌ لعلم اجتماع الثقافة. يدرس الإنتاج الاجتماعي للأدب وارتباطاته الاجتماعية. ومن الأمثلة الجديرة بالذكر قواعد الفن: تكوُّن وبنية الْحقل الأدبي (1992) لبيير بورديو، ترجمته سوزان إيمانويل في عام 1996.

## علم الاجتماع الكلاسيكي
لم يقدم أي من «الآباء المؤسسين» دراسة تفصيلية حول الأدب، لكنهم طوروا أفكارًا استُخدمت لاحقًا من قبل آخرين. وُجّهت النظرية الأيديولوجية لكارل ماركس نحو الأدب من قبل ببير ماشيري، وتيري إيجلتون، وفريدريك جيمسون. استُخدمت نظرية ماكس فيبر عن الحداثة بصفتها تبريرات ثقافية، والتي استخدمها في الموسيقا، في كل الفنون بما فيها الأدب من قبل كتّاب مدرسة فرانكفورت أمثال تيودور أدورنو ويورغن هابرماس. أُعيد توجيه نظرة إميل دوركايم عن علم الاجتماع على أنها دراسة الوقائع الاجتماعية المحددة خارجيًا نحو الأدب من قبل روبرت إسكربيت. تدين أعمال بورديو بشكلٍ واضحٍ لماركس وفيبر ودوركايم.

## لوكاش ونظرية الرواية
أُخذت أول خطوة مهمة في علم اجتماع الأدب من خلال كتاب نظرية الرواية لجورج لوكاش، نُشر أول مرة في ألمانيا في عام 1916 في مجلة الجماليات وعلم الفن العام. أُعيد نشره في عام 1920 على شكل كتاب وأثرت هذه النسخة في مدرسة فرانكفورت بقوة. وكانت للنسخة الثانية المنشورة في عام 1962 دور كبير مشابه في النظرية البنوية الفرنسية. ناقشت نظرية الرواية أنه في حين أعطت القصيدة الملحمية الكلاسيكية شكلًا لمجموع الحياة الكلي من خلال التكامل الاجتماعي للحضارة الكلاسيكية، أصبحت الراوية الحديثة «ملحمة العصر الذي لم يعد مجموع الحياة الشامل يُقدم فيها بشكلٍ مباشرٍ». ولهذا نُظم شكل الرواية حول بطل إشكالي في تعقب لقيم إشكالية ضمن عالم إشكالي. كانت المساهمة البارزة الثانية للوكاش في علم اجتماع الأدب من خلال كتاب الرواية التاريخية التي كُتبت في ألمانيا ونُشرت أول مرة في روسيا عام 1937، وتُرجمت إلى الإنجليزية عام 1962. ناقش لوكاش هنا أن الإنجاز الأساسي للرواية التاريخية في بداية القرن التاسع عشر كان في التمثيل الواقعي للاختلافات بين الماضي ما قبل الرأسمالي والحاضر الرأسمالي. لم تكن هذه مشكلة للموهبة الفردية، بل للتجربة التاريخية جمعًا، وذلك لأن الثورة الفرنسية والحروب الثورية والنابليونية جعلت التاريخ في المرة الأولى تجربة جماعية. وذهب لمناقشة أن نجاح ثورات عام 1848 أدى إلى تراجع الرواية التاريخية نحو  «التخليد الجذاب» و«صنع التاريخ خاص».  كانت الشخصيات الأساسية في الرواية أولئك الذين كانوا في بداية القرن التاسع عشر، وخاصةً سير والتر سكوت.
كان للوكاش تأثيرًا مهمًا على كتاب نحو علم اجتماع الرواية للوسيان غولدمان ومناقشة آلان سوينغوود لعلم اجتماع الرواية في الجزء الثالث من كتاب علم اجتماع الأدب لسوينغوود ولورنسون وكتاب علامات أُخذت على أنها أعاجيب لفرانكو موريتي.

## مدرسة فرانكفورت
أُسست في عام 1923، حيث طور معهد البحث الاجتماعي في جامعة فرانكفورت نوعًا مميزّا لـ«علم الاجتماع النقدي» يدين لماركس وفيبر وفرويد، وبقيادة نقاد مدرسة فرانكفورت الذين عملوا على الأدب متضمنين أدورنو ووالتر بنيامين وليو لوينثال. كانت الملاحظات الأدبية لأدورنو، وأصل الدراما التراجيدية الألمانية لبنيامين، والأدب وصورة الرجل للوينثال، دراساتٍ مؤثرةً على علم اجتماع الأدب. تابع لوينثال هذا العمل في جامعة كاليفورنيا في بركلي خلال خمسينيات القرن العشرين.
ملاحظات عن الأدب لأدورنو هي مجموعة من المقالات، والأكثر تأثيرًا على الأرجح »على المجتمع والشعر الغنائي». ناقش أن التفكير الشعري هو ردة فعل على السلعنة والتشيؤ في الحياة المعاصرة، بذكره لغوته وبودلير كأمثلة. ناقش أصل الدراما التراجيدية الألمانية في أن «العنف الملكي» المتناهي عند مؤلفي المسرحيات الألمان »مأساة« (يمثل الفاجعة حرفيًا، والتراجيديا أقل حرفيًة). في القرنين السادس عشر والسابع عشر، عبّر عن الوقائع التاريخية للنفوذ الأميركي بشكل أفضل بكثير عن التراجيدية الكلاسيكية.
خلف هابرماس أدورنو في رئاسة علم الاجتماع والفلسفة في فرانكفورت. نُشر أول عمل كبير لهابرماس، التحولات البنيوية للأوضاع الاجتماعية، بالألمانية عام 1926، وتُرجم إلى الإنجليزية في عام 1989. حاول تفسير البزوغ الاجتماعي التاريخي للرأي العام للطبقة المتوسطة في سبعينيات وثمانينيات القرن. وبتطوير نوع جديد للأدب وعلم الاجتماع المؤسسي، ناقش أن  الأوساط العام نُظمت حول الصالونات الأدبية في فرنسا، والمجتمعات الأدبية والمتعلمة في ألمانيا، والمقاهي في إنجلترا. استمرت هذه المؤسسات في طبع المنشورات الدورية والصحف والرواية الباكرة.

## علم اجتماع تجارة الكتب
كان روبرت إسكاربيت أستاذ الأدب المقارن في جامعة بوردو ومؤسس مركز علم اجتماع الوقائع الأدبية. تضمنت أعماله علم اجتماع الأدب، الذي نُشر في فرنسا عام 1958 وتُرجم إلى الإنجليزية في عام 1971، وثورة الكتاب، الذي نُشر في فرنسا عام 1965 وتُرجم إلى الإنجليزية في عام 1966. وفي موضة دورخيمين، كان هدف إسكاربيت أن يهتم فقط بـ«الوقائع الاجتماعية« المحددة خارجيًا للأدب، وخاصة تلك المسجلة في تجارة الكتب. وقع تركيزه على «مجتمع الكتاب»، وفهمها بصورة إجمالية بصفتها «أجيال» و«فرق». وسّع تعريف الأدب ليشمل جميع الكتابات «اللاوظيفية» وأصرّ أيضّا أن نجاح الأدب كان نتيجة «تقارب النوايا بين المؤلفين والقراء».
أُجريت الدراسات التجريبية المتناظرة لعلم اجتماع تجارة الكتب من قبل لويس كوسير في الولايات المتحدة وبيتر إتش هان في بريطانيا.
يتحدث «ظهور الكتاب» للوسيان فيبر وهينري جين مارتين، والذي نُشر أول مرة في فرنسا عام 1958 وتُرجم إلى الإنجليزية في عام 1976، عن عمل التاريخ الاجتماعي (كان فيبر شخصية قيادية في مدرسة أنيلز لعلم التاريخ)/ ولكنه كان في طبعه اجتماعيًا  بشدة –كان تاريخ أنيلز اجتماعيًا وعلميًا- ويزود تفسيرًا منهجيًا للتطوير طويل الأمد لتجارة الكتاب الأوروبية (الفترة المغطاة هي 1450-1800).

## البنيوية التكوينية
كان لوسيان غولدمان مدير الدراسات في مدرسة الدراسات المتقدمة للعلوم الاجتماعية في باريس والمدير المؤسس لمركز علم اجتماع الأدب في جامعة بروكسل الحرة. ومثل إسكاربيت، تأثر غولدمان بدورخيم: ولهذا السبب، تعريفه لموضوع دراسة علم الاجتماع بكونه «دراسة وقائع الوعي». ولكنه كان مهتمًا أيضًا في تطوير علم اجتماع النص. ناقش أن المهمة الأساسية لعلم اجتماع الأدب كانت إبراز المعنى الموضوعي للعمل الأدبي من خلال وضعه في سياقه التاريخي، ودراسته بشكلٍ كلي.
عرف غولدمان موضوع التأليف بأنه عابر للأفراد، وكما في مثال «الضمير الجمعي» لدورخايم. وباتباع ماركس ولوكاش، افترض غولدمان أيضًا أن ضمير المجموعة كان عادةً ضمير الطبقة. أصبحت  المصلحة  المتوسطة بين الطبقة الاجتماعية وعمل الأدب «رؤية عالمية»، تربط الأعضاء المستقلين للطبقة الاجتماعية مع بعضهم. نُشر «الإله الخفي»، والذي هو دراسته لبليز باسكال وجان راسين، في فرنسا عام 1955، وتُرجم إلى الإنجليزية عام 1964.